# Inui Takashi
Inui Takashi (乾 貴士 (Càn Quý Sĩ) Inui Takashi) (sinh ngày 2 tháng 6 năm 1988) là một cầu thủ bóng đá người Nhật Bản thi đấu ở vị trí tiền vệ cho câu lạc bộ Cerezo Osaka và Đội tuyển bóng đá quốc gia Nhật Bản.

## Sự nghiệp câu lạc bộ
Tháng 7 năm 2011, Inui lần đầu tiên đến châu Âu thi đấu và anh gia nhập đội bóng thi đấu tại 2. Bundesliga là VfL Bochum. Một năm sau đó, anh ký hợp đồng có thời hạn 3 năm với đội bóng mới thăng hạng Bundesliga là Eintracht Frankfurt sau khi có thành tích ghi 7 bàn/30 trận tại Bochum.

### SD Eibar
Tháng 8 năm 2015, Inui đến Tây Ban Nha để gia nhập Eibar, trở thành cầu thủ có giá chuyển nhượng cao nhất lịch sử câu lạc bộ là 300.000 € và cũng là cầu thủ Nhật Bản đầu tiên khoác áo Eibar.
Ngày 21 tháng 5 năm 2017, Inui lập cú đúp giúp Eibar dẫn trước Barcelona 2-0 ngay tại Camp Nou nhưng chung cuộc đội bóng xứ Catalan đã lội ngược dòng thắng lại 4-2. Cú đúp này giúp anh trở thành cầu thủ Nhật Bản đầu tiên ghi bàn vào lưới Barcelona.

### Real Betis
Ngày 1 tháng 6 năm 2018, sau khi hết hạn hợp đồng với Eibar, Inui đến Real Betis với bản hợp đồng có thời hạn ba năm.

#### Alavés (cho mượn)
Sau nửa đầu mùa giải không được trọng dụng tại Betis với chỉ 8 lần ra sân tại La Liga, Inui đã được cho Deportivo Alavés mượn đến hết mùa bóng 2018-19 vào cuối tháng 1 năm 2019. Ngày 23 tháng 2, anh đạt đến cột mốc 100 trận tại La Liga và trở thành cầu thủ Nhật Bản đầu tiên làm được điều đó. Anh có bàn thắng đầu tiên cho Alavés vào ngày 2 tháng 3 ấn định chiến thắng 2-1 trước Villarreal. Với pha lập công này, Inui trở thành cầu thủ Nhật Bản đầu tiên ghi bàn cho hai đội bóng khác nhau tại La Liga. Anh tiếp tục ghi bàn ngay trong trận đấu kế tiếp sau đó với Eibar cũng tại La Liga trong trận hòa 1-1.

### Trở lại Eibar
Ngày 24 tháng 7 năm 2019, Inui trở lại Eibar theo bản hợp đồng có thời hạn 3 năm với phí chuyển nhượng 2 triệu €.

## Sự nghiệp đội tuyển quốc gia
Inui Takashi bắt đầu thi đấu cho Đội tuyển bóng đá quốc gia Nhật Bản từ năm 2009.
Với chức vô địch châu Á, Inui đã cùng đội tuyển Nhật Bản tham dự Cúp Liên đoàn các châu lục 2013 tại Brasil. Anh có một lần ra sân tại giải đấu trong trận thua 3-0 trước Brasil.
Tháng 12 năm 2014, Inui được tân huấn luyện viên Javier Aguirre điền tên vào đội hình đội tuyển bóng đá quốc gia Nhật Bản tham dự Cúp bóng đá châu Á 2015 tại Úc. Anh ra sân từ đầu trong cả bốn trận đấu của đội tuyển Nhật Bản nhưng đêu bị thay ra ở hiệp 2. Nhật Bản bị loại sau thất bại 4–5 trên chấm luân lưu trước UAE tại tứ kết. 

#### World Cup 2018
Ngày 31 tháng 5 năm 2018, Inui được chọn tham dự giải đấu World Cup lần đầu tiên trong sự nghiệp tại Nga sau khi huấn luyện viên Nishino Akira chốt danh sách 23 cầu thủ chính thức. Ở trận giao hữu cuối cùng trước khi lên đường dự World Cup 2018, Nhật Bản đã đánh bại Paraguay 4-2, trong đó Inui có cú đúp bàn thắng.
Anh ra sân ngay từ đầu trong trận đấu mở màn của đội tuyển Nhật Bản tại bảng H với Colombia. Trong trận đấu kế tiếp với Senegal, Inui là người ghi bàn gỡ hòa 1-1 đồng thời là người có đường chuyền quyết định để Honda Keisuke ghi bàn ấn định tỉ số 2-2. Trong trận đấu cuối cùng tại vòng bảng với Ba Lan, anh vào sân từ phút 65 thay cho Usami Takashi.
Ở trận đấu vòng 16 đội với Bỉ, Inui là người nâng tỉ số trận đấu lên 2-0 với cú sút xa ở cự ly gần 25 mét đánh bại thủ thành Thibaut Courtois. Tuy nhiên Nhật Bản đã không thể giữ vững lợi thế dẫn trước và chung cuộc bị thua ngược 3-2. Anh trở thành cầu thủ thứ ba ghi được một bàn thắng trở lên cho đội tuyển Nhật Bản tại một kỳ World Cup, sau Inamoto Junichi và Honda Keisuke.
Tại Asian Cup 2019 diễn ra tại UAE, anh và các đồng đội đã lọt vào trận chung kết và chịu thất thủ trước Qatar, giành ngôi á quân.

## Thống kê sự nghiệp

### Đội tuyển quốc gia
| Đội tuyển bóng đá Nhật Bản | Đội tuyển bóng đá Nhật Bản | Đội tuyển bóng đá Nhật Bản |
| Năm                        | Trận                       | Bàn                        |
| -------------------------- | -------------------------- | -------------------------- |
| 2009                       | 1                          | 0                          |
| 2010                       | 2                          | 0                          |
| 2011                       | 0                          | 0                          |
| 2012                       | 3                          | 0                          |
| 2013                       | 6                          | 0                          |
| 2014                       | 2                          | 2                          |
| 2015                       | 5                          | 0                          |
| 2016                       | 0                          | 0                          |
| 2017                       | 6                          | 0                          |
| 2018                       | 6                          | 4                          |
| 2019                       | 5                          | 0                          |
| Tổng cộng                  | 36                         | 6                          |

### Bàn thắng cho đội tuyển quốc gia
Bàn thắng và tỉ số của đội tuyển Nhật Bản được để trước
| #  | Ngày              | Địa điểm                                   | Đối thủ  | Ghi bàn | Tỉ số chung cuộc | Giải đấu       |
| -- | ----------------- | ------------------------------------------ | -------- | ------- | ---------------- | -------------- |
| 1. | 14 tháng 11, 2014 | Sân vận động Toyota, Toyota, Nhật Bản      | Honduras | 4–0     | 6–0              | Giao hữu       |
| 2. | 14 tháng 11, 2014 | Sân vận động Toyota, Toyota, Nhật Bản      | Honduras | 5–0     | 6–0              | Giao hữu       |
| 3. | 12 tháng 6, 2018  | Tivoli-Neu, Innsbruck, Áo                  | Paraguay | 1–1     | 4–2              | Giao hữu       |
| 4. | 12 tháng 6, 2018  | Tivoli-Neu, Innsbruck, Áo                  | Paraguay | 2–1     | 4–2              | Giao hữu       |
| 5. | 24 tháng 6, 2018  | Sân vận động Trung tâm, Yekaterinburg, Nga | Sénégal  | 1–1     | 2–2              | World Cup 2018 |
| 6. | 2 tháng 7, 2018   | Rostov Arena, Rostov-on-Don, Nga           | Bỉ       | 2–0     | 2–3              | World Cup 2018 |